# يو إف سي 250
يو إف سي 250: نونيز ضد سبنسر (بالإنجليزية: UFC 250: Nunes vs. Spencer)‏ هو حدث لفنون القتال المختلطة نظمته يو إف سي، أُقيم في 6 يونيو 2020، على يو إف سي أبيكس في إنتربرايز، نيفادا، الولايات المتحدة.